# Jiangshanosaurus
 Jiangshanosaurus  ist eine Gattung sauropoder Dinosaurier. Sie lebte zur Zeit der späten Unterkreide (Albium) im Gebiet des heutigen Chinas. Der Name weist auf die Stadt Jiangshan (江山市) in der chinesischen Provinz Zhejiang.
Diese Gattung wurde 2001 mit der einzigen Art, Jiangshanosaurus lixianensis, von einem chinesischen Paläontologenteam um Tang Feng beschrieben. Bisher ist ein fragmentarisches Skelett bekannt, das einige Wirbel, den Schultergürtel, Teile des Beckens und Fragmente eines Oberschenkelknochens mit einschließt und aus den unteren Schichten der Jinhua-Formation im chinesischen Zhenjiang stammt.

## Merkmale
Von verwandten Gattungen lässt sich Jiangshanosaurus durch eine große proximale Erweiterung des Schulterblatts (Scapula) abgrenzen, durch die das Schulterblatt von der Seite betrachtet P-förmig erscheint. Des Weiteren war die Öffnung (Foramen) des Rabenbeins (Coracoid) im Zentrum dieses Knochens positioniert.

## Systematik
Jiangshanosaurus gilt als ein Vertreter der Titanosauria. Upchurch und Kollegen (2004) bemerken, dass die vorderen Schwanzwirbel procoel (auf der Vorderseite konkav) waren, was eine Zugehörigkeit zu den Lithostrotia (=Titanosauridae) anzeigt. Jiangshanosaurus ist der erste in China entdeckte Titanosaurier.